# Pork and Beans
 (décembre 2021).
Si vous disposez d'ouvrages ou d'articles de référence ou si vous connaissez des sites web de qualité traitant du thème abordé ici, merci de compléter l'article en donnant les références utiles à sa vérifiabilité et en les liant à la section « Notes et références ».
Singles de Weezer
This Is Such a Pity
(2006)
Pork and Beans est un single extrait de l'album Weezer (The Red Album) du groupe Weezer. Paru en format numérique le 24 avril 2008, il est disponible en disque compact le 16 juin 2008.

## Liste des morceaux
1. Pork and Beans
2. Are Friends Electric

## Vidéoclip
Réalisé par Matt Cullen, le clip met en vedette aux côtés des membres de Weezer plusieurs célébrités du web, popularisées au fil des ans par des vidéos virales et autres mèmes. On y retrouve le chanteur Tay Zonday, Gary Brolsma (qui avait fait du playback sur Numa Numa), Chris Crocker, Mark Allen Hicks alias « Afro Ninja » tombant sur la banane de Peanut Butter & Jelly (en), l'ex-Miss Caroline du Sud Caitlin Upton (en), Judson Laipply (un comédien connu pour sa vidéo sur l'évolution de la danse), ainsi que des références au «Dramatic Chipmunk» (avec des sosies des membres du groupe Mini Moni à l'origine de la séquence), au documentaire animalier où un bébé panda éternue, et aux vidéos Daft Hands et Daft Bodies. De même, les membres du groupe assis dans une chambre, avec un ordinateur sur le côté, et le soleil qui baigne la chambre de lumière par derrière, rappellent l'interprétation de Canon Rock par Lim Jeong-hyun, L'effet geyser coca colo au mentos issue de la vidéo Diet Coke + Mentos et des sabres jedis du Star Wars Kid. Des images de Kevin Federline en studio ont également été ajoutées au clip de Weezer.